# Shiranuka
Shiranuka (jap. 白糠町 Shiranuka-chō) – miasto w Japonii, w prefekturze Hokkaido, w podprefekturze Kushiro. Według danych na rok 2020 miejscowość zamieszkiwało 7 289 mieszkańców , a gęstość zaludnienia wyniosła 9,4 os./km².